# مالك بن الهيثم الخزاعي

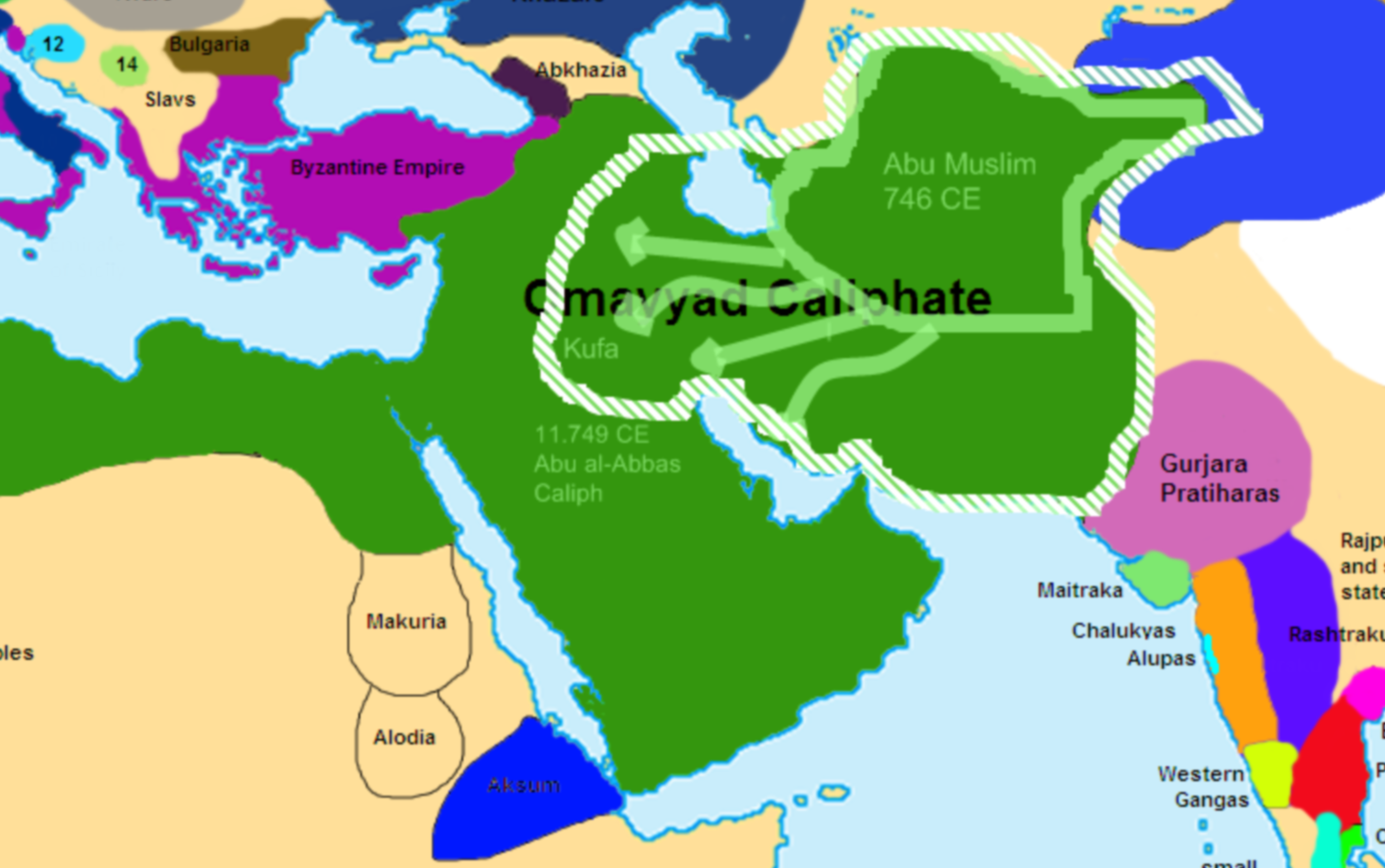
مسار الثورة العباسية في الخلافة الأموية

أبو نصر مالك بن الهيثم الخزاعي  كان من أوائل أتباع العباسيين وقائد عسكري.

## السيرة الذاتية
خراساني عربي من قبيلة بني خزاعة، كان واحدا من أوائل دعاة العباسيين في خراسان، وأخيرا أصبح واحدا من القادة الرئيسيين ("النقباء الإثني عشر")—حتى الآن سرية—للحركة العباسية. عند اندلاع الثورة العباسية في أواخر عام 747، تم اختياره من قبل القادة العباسيين كقائد معسكر ورئيس الشرطة تحت إمرة القائد العباسي الرئيسي، أبو مسلم، في حين أن ابنه نصر عين كنائبا له. وبهذه الصفة، شارك مالك في معارك الثورة العباسية في خراسان وفي الهجوم الغربي تحت قيادة أبو مسلم.
بعد نجاح الثورة، مالك أصبح واحدا من أقرب أتباع أبو مسلم. بعد قمع ثورة عبد الله بن علي ضد الخليفة المنصور (حكم. 754-775) في سوريا عام 754، التوتر الذي طال أمده بين أبو مسلم - الذي جاء لحكم خراسان كأمير شبه مستقل، مستقلاً عمليا عن الأسرة العباسية - وكان المنصور في المقدمة.
نصح مالك أبو مسلم بالعودة مباشرة إلى خراسان لسلامته، لكن أبو مسلم كان يكره أن يصنع خرقاً كاملاً وقبل باستدعاء الخليفة. خلال الاحتفال اللاحق أعدم الخليفة أبو مسلم. في أعقاب قتل أبو مسلم مالك اعتقل لفترة وجيزة، لكنه تصالح مع العباسيين واستعاد رضا الخليفة عندما جاء إلى معونة المنصور
خلال انتفاضة رواندية في 758/9. ثم تمت مكافأته بتعيينه حاكم الموصل الذي تولي في الفترة من 759/60 حتى 763. لم يذكر اسمه بعد الآن، وربما مات في نفس الوقت تقريبًا.
ومع ذلك، ظلت عائلته من بين أقوى الأقوياء في الخرسانية، الجيش الخراساني الذي أوصل العباسيين إلى السلطة وبقي الركيزة الأساسية للنظام العباسي المبكر،  و ذريته من خلال أبنائه نصر، حمزة، جعفر، داود وخاصة عبد الله استمر بالمناصب العسكرية العليا و الإدارية حتي القرن 9